# 第三波女性主義
第三波女性主義（英語：Third-wave feminism）被視為等同數個不同派系的女性主義運動，和自1980末期開始的研究。其运动的主力认为第二波女性主義已经失敗了，而且过时了。第三波女性主義者不仅批评男权与父权，也批评第二波女权主义者，这让他们和第二波女性主義者分别开来。
有些參與第三波女性主義運動的人，會以處在社會階級和其他社會分類的中心點來界定自己，而且還有他們反對一切種類壓迫的工作的承擔。第三波女性主義嘗試挑戰，或避免對女性主義的本質化解釋。因為支持者認為，這種解釋跟第二波女性主義一樣，過度著重中產白人婦女的經驗。第三波女性主義通常加入了酷兒理論，批判性理論，生態女性主義，和新女性主義理論。與前人不同的是，第三波女性主義通常著重於「微觀政治」，道出關於性別壓迫和比較含蓄的政治表徵。他們也挑戰第二波女性主義對女性好或壞的定義，或者找出在第二波女性主義的範疇外找出權力或反抗的徵兆。一個對性別或性慾的後結構主義闡釋是第三波女性主義的中心，也幫助解釋了它對在所有性別名詞和類別遺傳了的，散漫而不確定的權力的強調。

## 外部連結
- interview with Rebecca Walker in Satya Magazine
- Interview with Jennifer Baumgardner and Amy Richards （页面存档备份，存于）